# 교환 상호작용
화학 및 물리학에서 교환 상호작용(영어: Exchange interaction)은 구별 불가능한 입자의 상태에 대한 양자역학적 제약이다. 때로는 교환력(exchange force) 또는 페르미온의 경우 파울리 반발(Pauli repulsion)이라고도 불리지만 그 결과는 힘에 대한 고전적 개념만으로는 항상 예측할 수 없다. 보손과 페르미온 모두 교환 상호작용을 경험할 수 있다.
구별 불가능한 입자의 파동 함수는 교환 대칭성의 적용을 받는다. 두 입자가 교환될 때 파동 함수는 부호가 바뀌거나(페르미온의 경우) 변하지 않는다(보손의 경우). 교환 대칭성은 두 구별 불가능한 입자의 파동 함수가 겹칠 때 이들 사이의 거리의 기대값을 변경한다. 페르미온의 경우 거리의 기대값은 증가하고, 보손의 경우 감소한다(구별 가능한 입자와 비교하여).
교환 상호작용은 교환 대칭성과 쿨롱 상호작용의 조합으로 인해 발생한다. 전자 기체 내 전자에서 교환 대칭성은 전자 근처에 "교환 구멍"을 생성하여, 동일한 스핀을 가진 다른 전자는 파울리 배타 원리로 인해 이 구멍을 피하려는 경향을 보인다. 이는 동일한 스핀을 가진 전자들 사이의 쿨롱 상호작용과 관련된 에너지를 감소시킨다. 스핀이 다른 두 전자는 서로 구별 가능하며 교환 대칭성의 적용을 받지 않기 때문에, 이 효과는 스핀을 정렬시키는 경향이 있다. 교환 상호작용은 강자성의 주요 물리적 효과이며, 고전적 유사성이 없다.
보손의 경우 교환 대칭성은 보손이 서로 뭉치게 하며, 교환 상호작용은 보스-아인슈타인 응축에서와 같이 동일한 입자들이 서로 더 가까이 발견되도록 하는 유효 인력의 형태로 나타난다.
교환 상호작용 효과는 1926년 물리학자 베르너 하이젠베르크와 폴 디랙에 의해 독립적으로 발견되었다.

## 교환 대칭성
양자 입자는 근본적으로 구별 불가능하다. 볼프강 파울리는 이것이 일종의 대칭성임을 보여주었다. 즉, 두 입자의 상태는 좌표 레이블이 교환될 때 대칭적이거나 반대칭적이어야 한다.
두 개의 동일한 입자가 두 상태 {\displaystyle \psi _{a}} 및 {\displaystyle \psi _{b}}에 있는 간단한 1차원 시스템에서 시스템 파동 함수는 두 가지 방식으로 작성될 수 있다.
{\displaystyle \psi _{a}(x_{1})\psi _{b}(x_{2})\pm \psi _{a}(x_{2})\psi _{b}(x_{1}).}
{\displaystyle x_{1}}과 {\displaystyle x_{2}}를 교환하면 상태의 대칭 조합("더하기") 또는 반대칭 조합("빼기") 중 하나가 제공된다. 대칭 조합을 제공하는 입자를 보손이라고 하고, 반대칭 조합을 제공하는 입자를 페르미온이라고 한다.
두 가지 가능한 조합은 서로 다른 물리학적 의미를 내포한다. 예를 들어, 두 입자 사이의 거리 제곱에 대한 기대값은 다음과 같다.:258
{\displaystyle \langle (x_{1}-x_{2})^{2}\rangle _{\pm }=\langle x^{2}\rangle _{a}+\langle x^{2}\rangle _{b}-2\langle x\rangle _{a}\langle x\rangle _{b}\mp 2{\big |}\langle x\rangle _{ab}{\big |}^{2}.}
마지막 항은 보손의 경우 예상 값을 감소시키고 페르미온의 경우 값을 증가시키지만, 이는 상태 {\displaystyle \psi _{a}}와 {\displaystyle \psi _{b}}가 물리적으로 겹칠 때만 유효하다 ({\displaystyle \langle x\rangle _{ab}\neq 0}).
교환 대칭성 요구 사항의 물리적 효과는 힘이 아니다. 오히려 이는 중요한 기하학적 제약으로, 구별 불가능한 페르미온이 차지하는 상태의 겹침을 방지하기 위해 파동 함수의 곡률을 증가시킨다. 페르미온에 대한 "교환력" 및 "파울리 반발"이라는 용어는 때때로 효과에 대한 직관적인 설명으로 사용되지만, 이러한 직관은 부정확한 물리적 결과를 초래할 수 있다.:291

## 국소화된 전자 자기 모멘트 간의 교환 상호작용
양자역학적 입자는 보손 또는 페르미온으로 분류된다. 양자장론의 스핀-통계 정리는 반정수 스핀을 가진 모든 입자는 페르미온처럼 행동하고, 정수 스핀을 가진 모든 입자는 보손처럼 행동해야 한다고 요구한다. 여러 보손은 동일한 양자 상태를 차지할 수 있지만, 파울리 배타 원리에 의해 두 페르미온은 동일한 상태를 차지할 수 없다. 전자는 스핀 1/2을 가지므로 페르미온이다. 이는 시스템의 전체 파동 함수가 두 전자가 교환될 때, 즉 공간 및 스핀 좌표 모두에 대해 교환될 때 반대칭적이어야 함을 의미한다. 그러나 먼저 스핀을 무시하고 교환을 설명한다.

### 공간 좌표의 교환
수소 분자형 시스템(즉, 두 개의 전자를 가진 시스템)을 가정하면, 각 전자의 상태를 먼저 전자가 독립적으로 행동한다고 가정하고(즉, 파울리 배타 원리가 적용되지 않는 것처럼), 첫 번째 전자의 위치 공간 파동 함수를 {\displaystyle \Phi _{a}(r_{1})}, 두 번째 전자의 위치 공간 파동 함수를 {\displaystyle \Phi _{b}(r_{2})}로 모델링할 수 있다. 함수 {\displaystyle \Phi _{a}}와 {\displaystyle \Phi _{b}}는 직교하며, 각각 에너지 고유 상태에 해당한다. 전체 시스템에 대한 두 개의 파동 함수가 위치 공간에서 구성될 수 있다. 하나는 위치 공간에서 곱 파동 함수의 반대칭 조합을 사용한다.

| {\displaystyle \Psi _{\rm {A}}({\vec {r}}_{1},{\vec {r}}_{2})={\frac {1}{\sqrt {2}}}[\Phi _{a}({\vec {r}}_{1})\Phi _{b}({\vec {r}}_{2})-\Phi _{b}({\vec {r}}_{1})\Phi _{a}({\vec {r}}_{2})]} | \| \| \| \| \| \| \| \| | (1) |
| |                         |     |
| |                         |     |
다른 하나는 위치 공간에서 곱 파동 함수의 대칭 조합을 사용한다.

| {\displaystyle \Psi _{\rm {S}}({\vec {r}}_{1},{\vec {r}}_{2})={\frac {1}{\sqrt {2}}}[\Phi _{a}({\vec {r}}_{1})\Phi _{b}({\vec {r}}_{2})+\Phi _{b}({\vec {r}}_{1})\Phi _{a}({\vec {r}}_{2})]} | \| \| \| \| \| \| \| \| | (2) |
| |                         |     |
| |                         |     |
수소 분자 문제를 섭동적으로 다루기 위해, 전체 해밀토니언은 비상호작용 수소 원자의 비섭동 해밀토니언 {\displaystyle {\mathcal {H}}^{(0)}}와 두 원자 간의 상호작용을 설명하는 섭동 해밀토니언 {\displaystyle {\mathcal {H}}^{(1)}}으로 분해된다. 전체 해밀토니언은 다음과 같다.
{\displaystyle {\mathcal {H}}={\mathcal {H}}^{(0)}+{\mathcal {H}}^{(1)}}
여기서 {\displaystyle {\mathcal {H}}^{(0)}=-{\frac {\hbar ^{2}}{2m}}\nabla _{1}^{2}-{\frac {\hbar ^{2}}{2m}}\nabla _{2}^{2}-{\frac {e^{2}}{r_{a1}}}-{\frac {e^{2}}{r_{b2}}}} 및 {\displaystyle {\mathcal {H}}^{(1)}=\left({\frac {e^{2}}{R_{ab}}}+{\frac {e^{2}}{r_{12}}}-{\frac {e^{2}}{r_{a2}}}-{\frac {e^{2}}{r_{b1}}}\right)}
{\displaystyle {\mathcal {H}}^{(0)}}의 처음 두 항은 전자의 운동 에너지를 나타낸다. 나머지 항은 전자와 숙주 양성자 간의 인력({\displaystyle r_{a1/b2}})을 설명한다. {\displaystyle {\mathcal {H}}^{(1)}}의 항들은 다음과 관련된 위치 에너지를 설명한다. 양성자-양성자 반발({\displaystyle R_{ab}}), 전자-전자 반발({\displaystyle r_{12}}), 그리고 한 숙주 원자의 전자와 다른 숙주 원자의 양성자 간의 전자-양성자 인력({\displaystyle r_{a2/b1}}). 모든 양은 실수라고 가정한다.
시스템 에너지에 대한 두 개의 고유값이 발견된다.

| {\displaystyle \ E_{\pm }=E_{(0)}+{\frac {C\pm J_{\rm {ex}}}{1\pm {\mathcal {S}}^{2}}}} | \| \| \| \| \| \| \| \| | (3) |
|                                                                                         |                         |     |
|                                                                                         |                         |     |
여기서 {\displaystyle E_{+}}는 공간적으로 대칭적인 해이고 {\displaystyle E_{-}}는 공간적으로 반대칭적인 해이며, 각각 {\displaystyle \Psi _{\rm {S}}}와 {\displaystyle \Psi _{\rm {A}}}에 해당한다. 변분 계산은 유사한 결과를 산출한다. {\displaystyle {\mathcal {H}}}는 식 (1)과 (2)로 주어진 위치 공간 함수를 사용하여 대각화될 수 있다. 식 (3)에서 {\displaystyle C}는 두 자리 두 전자 쿨롱 적분이다(이는 특정 지점 {\displaystyle \Phi _{a}({\vec {r}}_{1})^{2}}에서 전자에 대한 반발 전위로 해석될 수 있으며, 전기장 내에서 전자 두 개가 확률 밀도 {\displaystyle \Phi _{b}({\vec {r}}_{2})^{2}}로 공간에 분포되어 생성된다). {\displaystyle {\mathcal {S}}}는 겹침 적분이고, {\displaystyle J_{\mathrm {ex} }}는 교환 적분으로, 두 자리 쿨롱 적분과 유사하지만 두 전자의 교환을 포함한다. 단순한 물리적 해석은 없지만, 이는 전적으로 반대칭 요구 사항으로 인해 발생함을 보여줄 수 있다. 이 적분은 다음과 같이 주어진다.

| {\displaystyle C=\int \Phi _{a}({\vec {r}}_{1})^{2}\left({\frac {1}{R_{ab}}}+{\frac {1}{r_{12}}}-{\frac {1}{r_{a1}}}-{\frac {1}{r_{b2}}}\right)\Phi _{b}({\vec {r}}_{2})^{2}\,d^{3}r_{1}\,d^{3}r_{2}} | \| \| \| \| \| \| \| \| | (4) |
| |                         |     |
| |                         |     |

| {\displaystyle {\mathcal {S}}=\int \Phi _{b}({\vec {r}}_{2})\Phi _{a}({\vec {r}}_{2})\,d^{3}r_{2}} | \| \| \| \| \| \| \| \| | (5) |
| |                         |     |
| |                         |     |

| {\displaystyle J_{\rm {ex}}=\int \Phi _{a}^{*}({\vec {r}}_{1})\Phi _{b}^{*}({\vec {r}}_{2})\left({\frac {1}{R_{ab}}}+{\frac {1}{r_{12}}}-{\frac {1}{r_{a1}}}-{\frac {1}{r_{b2}}}\right)\Phi _{b}({\vec {r}}_{1})\Phi _{a}({\vec {r}}_{2})\,d^{3}r_{1}\,d^{3}r_{2}} | \| \| \| \| \| \| \| \| | (6) |
| |                         |     |
| |                         |     |
수소 분자에서 교환 적분(식 (6))은 음수이지만, 하이젠베르크는 핵간 거리와 원자 궤도 평균 반경 확장의 특정 임계 비율에서 부호가 변한다고 처음 제안했다.

### 스핀의 포함
방정식 (1)과 (2)의 대칭 및 반대칭 조합은 스핀 변수(α = 스핀-업; β = 스핀-다운)를 포함하지 않았다. 스핀 변수의 반대칭 및 대칭 조합도 존재한다.

| {\displaystyle \alpha (1)\beta (2)\pm \alpha (2)\beta (1)} | \| \| \| \| \| \| \| \| | (7) |
|                                                            |                         |     |
|                                                            |                         |     |
전체 파동 함수를 얻기 위해 이 스핀 조합을 식 (1)과 (2)에 결합해야 한다. 그 결과로 생성되는 전체 파동 함수는 스핀 궤도라고 불리며 슬레이터 행렬식으로 작성된다. 궤도 파동 함수가 대칭이면 스핀 파동 함수는 반대칭이어야 하고 그 반대도 마찬가지다. 따라서 위에서 {\displaystyle E_{+}}는 공간적으로 대칭적인/스핀 단일항 해에 해당하고, {\displaystyle E_{-}}는 공간적으로 반대칭적인/스핀 삼중항 해에 해당한다.
J. H. 밴블렉은 다음 분석을 제시했다.
직교 궤도에서 두 전자 사이의 상호 작용의 위치 에너지는 행렬 {\displaystyle E_{\textrm {ex}}}로 나타낼 수 있다. 식 (3)으로부터 이 행렬의 특성 값은 {\displaystyle C\pm J_{\textrm {ex}}}이다. 행렬의 특성 값은 대각 행렬로 변환된 후의 대각 요소이다(즉, 고유값). 이제, 결과 스핀의 크기의 제곱인 {\displaystyle \langle ({\vec {s}}_{a}+{\vec {s}}_{b})^{2}\rangle }의 특성 값은 {\displaystyle S(S+1)}이다. 행렬 {\displaystyle \langle {\vec {s}}_{a}^{\;2}\rangle } 및 {\displaystyle \langle {\vec {s}}_{b}^{\;2}\rangle }의 특성 값은 각각 {\displaystyle {\tfrac {1}{2}}({\tfrac {1}{2}}+1)={\tfrac {3}{4}}}이고 {\displaystyle \langle ({\vec {s}}_{a}+{\vec {s}}_{b})^{2}\rangle =\langle {\vec {s}}_{a}^{\;2}\rangle +\langle {\vec {s}}_{b}^{\;2}\rangle +2\langle {\vec {s}}_{a}\cdot {\vec {s}}_{b}\rangle }이다. 스칼라곱 {\displaystyle \langle {\vec {s}}_{a}\cdot {\vec {s}}_{b}\rangle }의 특성 값은 스핀 단일항({\displaystyle S=0}) 및 스핀 삼중항({\displaystyle S=1}) 상태에 각각 대응하여 {\displaystyle {\tfrac {1}{2}}(0-{\tfrac {6}{4}})=-{\tfrac {3}{4}}} 및 {\displaystyle {\tfrac {1}{2}}(2-{\tfrac {6}{4}})={\tfrac {1}{4}}}이다.
식 (3)과 앞서 언급한 관계로부터, 행렬 {\displaystyle E_{\textrm {ex}}}는 {\displaystyle \langle {\vec {s}}_{a}\cdot {\vec {s}}_{b}\rangle }가 특성 값 −3/4을 가질 때(즉, {\displaystyle S=0}일 때; 공간적으로 대칭인/스핀 단일항 상태) 특성 값 {\displaystyle C+J_{\textrm {ex}}}를 갖는 것으로 보인다. 또는 {\displaystyle \langle {\vec {s}}_{a}\cdot {\vec {s}}_{b}\rangle }가 특성 값 +1/4을 가질 때(즉, {\displaystyle S=1}일 때; 공간적으로 반대칭인/스핀 삼중항 상태) 특성 값 {\displaystyle C-J_{\textrm {ex}}}를 갖는다. 그러므로,

| {\displaystyle E_{\rm {ex}}-C+{\frac {1}{2}}J_{\rm {ex}}+2J_{\rm {ex}}\langle {\vec {s}}_{a}\cdot {\vec {s}}_{b}\rangle =0} | \| \| \| \| \| \| \| \| | (8) |
| |                         |     |
| |                         |     |
따라서,

| {\displaystyle E_{\rm {ex}}=C-{\frac {1}{2}}J_{\rm {ex}}-2J_{\rm {ex}}\langle {\vec {s}}_{a}\cdot {\vec {s}}_{b}\rangle } | \| \| \| \| \| \| \| \| | (9) |
| |                         |     |
| |                         |     |
여기서 스핀 운동량은 {\displaystyle \langle {\vec {s}}_{a}\rangle }와 {\displaystyle \langle {\vec {s}}_{b}\rangle }로 주어진다.

디랙은 교환 상호작용의 핵심 특징이 식 (9)의 우변 첫 두 항을 무시함으로써 기본적인 방식으로 얻어질 수 있다고 지적했으며, 따라서 두 전자가 단순히 다음과 같은 형태의 퍼텐셜에 의해 스핀이 결합된 것으로 간주했다.

| {\displaystyle \ -2J_{ab}\langle {\vec {s}}_{a}\cdot {\vec {s}}_{b}\rangle } | \| \| \| \| \| \| \| \| | (10) |
|                                                                              |                         |      |
|                                                                              |                         |      |
따라서 궤도 {\displaystyle \Phi _{a}}와 {\displaystyle \Phi _{b}}에 있는 두 전자 사이의 교환 상호작용 해밀토니언은 스핀 운동량 {\displaystyle {\vec {s}}_{a}}와 {\displaystyle {\vec {s}}_{b}}로 표현될 수 있다. 이 상호작용은 하이젠베르크 교환 해밀토니언 또는 옛 문헌에서는 하이젠베르크-디랙 해밀토니언이라고 불린다.

| {\displaystyle {\mathcal {H}}_{\rm {Heis}}=-2J_{ab}\langle {\vec {s}}_{a}\cdot {\vec {s}}_{b}\rangle } | \| \| \| \| \| \| \| \| | (11) |
| |                         |      |
| |                         |      |
{\displaystyle J_{\textrm {ab}}}는 식 (6)의 {\displaystyle J_{\textrm {ex}}}와는 다르다. 오히려 교환 상수라고 불리는 {\displaystyle J_{\textrm {ab}}}는 식 (4), (5), (6)의 함수이며, 즉 다음과 같다.

| {\displaystyle \ J_{ab}={\frac {1}{2}}(E_{+}-E_{-})={\frac {J_{\rm {ex}}-C{\mathcal {S}}^{2}}{1-{\mathcal {S}}^{4}}}} | \| \| \| \| \| \| \| \| | (12) |
| |                         |      |
| |                         |      |
그러나 직교 궤도(여기서 {\displaystyle {\mathcal {S}}} = 0)의 경우, 예를 들어 동일한 원자 내의 다른 궤도에서는 {\displaystyle J_{\textrm {ab}}=J_{\textrm {ex}}}이다.

### 교환의 영향
{\displaystyle J_{\textrm {ab}}}가 양수이면 교환 에너지는 평행 스핀을 가진 전자를 선호한다. 이는 전자가 하이틀러-런던 화학 결합 모델에서 국소화된 것으로 간주되는 물질의 강자성의 주요 원인이다. 그러나 이 강자성 모델은 고체에서 심각한 한계가 있다(아래 참조). {\displaystyle J_{\textrm {ab}}}가 음수이면 상호 작용은 반평행 스핀을 가진 전자를 선호하여 반강자성을 유발할 수 있다. {\displaystyle J_{\textrm {ab}}}의 부호는 본질적으로 {\displaystyle J_{\textrm {ex}}}와 {\displaystyle C{\mathcal {S}}}의 곱의 상대적인 크기에 의해 결정된다. 이 부호는 삼중항 및 단일항 상태 에너지 차이인 {\displaystyle E_{-}-E_{+}}의 표현식에서 추론할 수 있다.

| {\displaystyle \ E_{-}-E_{+}={\frac {2(C{\mathcal {S}}^{2}-J_{\rm {ex}})}{1-{\mathcal {S}}^{4}}}} | \| \| \| \| \| \| \| \| | (13) |
|                                                                                                   |                         |      |
|                                                                                                   |                         |      |
이러한 교환 상호작용의 결과는 본질적으로 자기적이지만, 그 원인은 그렇지 않다. 이는 주로 전기적 반발과 파울리 배타 원리로 인한 것이다. 일반적으로 한 쌍의 전자 간의 직접적인 자기 상호작용(전자 자기 모멘트로 인한)은 이 전기 상호작용에 비해 무시할 정도로 작다.
분자 시스템의 경우 핵간 거리가 멀수록 교환 에너지 분할을 계산하기가 매우 어렵다. 그러나 수소 분자 이온에 대한 분석 공식이 개발되었다(여기서 참조).
일반적으로 교환 상호작용은 매우 짧은 범위로, 동일한 원자 내의 궤도(원자 내 교환) 또는 가장 가까운 이웃 원자(직접 교환)의 전자에 국한되지만, 중간 원자를 통해 더 긴 범위의 상호작용이 발생할 수 있으며 이를 초교환이라고 한다.

## 고체의 직접 교환 상호작용
결정에서, 많은 전자 시스템의 모든 {\displaystyle (i,j)} 원자 쌍에 대한 교환 해밀토니언에 대한 합을 취하는 하이젠베르크 해밀토니언의 일반화는 다음과 같다.

| {\displaystyle {\mathcal {H}}_{\text{Heis}}={\frac {1}{2}}\left(-2J\sum _{i,j}\langle {\vec {S}}_{i}\cdot {\vec {S}}_{j}\rangle \right)=-\sum _{i,j}J\langle {\vec {S}}_{i}\cdot {\vec {S}}_{j}\rangle } | \| \| \| \| \| \| \| \| | (14) |
| |                         |      |
| |                         |      |
1/2 계수는 동일한 두 원자 사이의 상호 작용이 합을 수행할 때 두 번 계산되기 때문에 도입되었다. 식 (14)의 {\displaystyle J}는 위에서 언급한 교환 상수 {\displaystyle J_{\textrm {ab}}}이지 교환 적분 {\displaystyle J_{\textrm {ex}}}가 아님에 유의하라. 교환 적분 {\displaystyle J_{\textrm {ex}}}는 교환 강성 상수({\displaystyle A})라고 불리는 또 다른 양과 관련되어 있으며, 이는 강자성 물질의 특성으로 작용한다. 이 관계는 결정 구조에 따라 달라진다. 격자 매개변수 {\displaystyle a}를 가진 단순 입방 격자의 경우,

| {\displaystyle A_{sc}={\frac {J_{\text{ex}}\langle S^{2}\rangle }{a}}} | \| \| \| \| \| \| \| \| | (15) |
|                                                                        |                         |      |
|                                                                        |                         |      |
체심 입방 격자의 경우,

| {\displaystyle A_{bcc}={\frac {2J_{\text{ex}}\langle S^{2}\rangle }{a}}} | \| \| \| \| \| \| \| \| | (16) |
|                                                                          |                         |      |
|                                                                          |                         |      |
면심 입방 격자의 경우,

| {\displaystyle A_{fcc}={\frac {4J_{\text{ex}}\langle S^{2}\rangle }{a}}} | \| \| \| \| \| \| \| \| | (17) |
|                                                                          |                         |      |
|                                                                          |                         |      |
식 (14)의 형태는 이징 모형과 동일하게 강자성에 해당하지만, 이징 모형에서는 두 스핀 각운동량의 점곱이 스칼라 곱 {\displaystyle S_{ij}S_{ji}}으로 대체된다. 이징 모형은 1920년 빌헬름 렌츠(Wilhelm Lenz)에 의해 발명되었고, 1925년 그의 박사 과정 학생 에른스트 이징(Ernst Ising)에 의해 1차원 사례에 대해 해결되었다. 이징 모형의 에너지는 다음과 같이 정의된다.

| {\displaystyle E=-\sum _{i\neq j}J_{ij}\langle S_{i}^{z}S_{j}^{z}\rangle \,} | \| \| \| \| \| \| \| \| | (18) |
|                                                                              |                         |      |
|                                                                              |                         |      |

### 하이젠베르크 해밀토니언과 고체 내 국소화된 전자 모델의 한계
하이젠베르크 해밀토니언은 교환 결합에 관여하는 전자들이 화학 결합의 하이틀러-런던(Heitler–London) 또는 원자가 결합(VB) 이론의 맥락에서 국소화되어 있다고 가정하므로, 전기 절연성이 있는 좁은 띠 이온성 및 공유 비분자 고체의 자기적 특성을 설명하기에 적절한 모델이다. 이 모델에서 결합 설명은 타당하다. 그러나 금속 전도성을 보이는 비분자 고체(예: 철, 니켈, 코발트)에서 강자성을 담당하는 전자들이 비국소화되어 있는 경우, 교환 적분에 대한 이론적 평가는 과거에 부호가 틀리거나 실험적으로 결정된 교환 상수(예: 퀴리 온도 {\displaystyle T_{C}\approx 2\langle J\rangle /3k_{\textrm {B}}}를 통해 추정된 값; 여기서 {\displaystyle \langle J\rangle }는 모든 사이트에 대해 평균화된 교환 상호작용임)에 비해 크기가 훨씬 작았다.
따라서 하이젠베르크 모형은 이들 물질에서 관찰되는 강자성을 설명할 수 없다. 이러한 경우, 비국소화된, 또는 훈트-물리켄-블로흐(분자 궤도/띠) 설명이 전자 파동 함수에 대해 더 현실적이다. 이에 따라 스토너 모형이 강자성에 더 적합하다.
스토너 모형에서 강자성체 원자당 스핀만 고려한 자기 모멘트(보어 마그네톤 단위)는 다수 스핀 상태의 원자당 전자 수와 소수 스핀 상태의 원자당 전자 수의 차이로 주어진다. 따라서 스토너 모형은 원자당 스핀만 고려한 자기 모멘트에 대해 비정수 값을 허용한다. 그러나 강자성체에서 {\displaystyle \mu _{S}=-g\mu _{\rm {B}}[S(S+1)]^{1/2}} ({\displaystyle g} = 2.0023 ≈ 2)는 원자당 총 스핀만 고려한 자기 모멘트를 과대평가하는 경향이 있다.
예를 들어, 스토너 모형은 니켈 금속의 원자당 순 자기 모멘트가 0.54 μB라고 예측하는데, 이는 금속의 관찰된 포화 자기 유도, 밀도 및 원자량을 기반으로 계산된 0.61 보어 마그네톤과 매우 가깝다. 반면, 입방 결정장에 있는 고립된 Ni 원자(전자 배열 = 3d84s2)는 두 개의 같은 스핀의 짝짓지 않은 전자({\displaystyle {\vec {S}}=1}이므로)를 가지므로, 국소화된 전자 모델에서 총 스핀 자기 모멘트가 {\displaystyle \mu _{S}=2.83\mu _{\rm {B}}}일 것으로 예상된다(그러나 측정된 한 축을 따라 스핀만 고려한 자기 모멘트, 즉 물리적 관측량은 {\displaystyle {\vec {\mu }}_{S}=g\mu _{\rm {B}}{\vec {S}}=2\mu _{\rm {B}}}로 주어진다).
일반적으로 원자가 s 및 p 전자는 비국소화된 것으로 가장 잘 간주되는 반면, 4f 전자는 국소화되어 있으며 5f 및 3d/4d 전자는 특정 핵간 거리에 따라 중간적인 특성을 갖는다. 비국소화된 전자와 국소화된 전자 모두가 자기적 특성(예: 희토류 시스템)에 기여하는 물질의 경우, 현재 루더만-키텔-카수야-요시다(RKKY) 모형이 받아들여지는 메커니즘이다.

## 같이 보기
- 이중 교환 메커니즘
- 슬레이터 행렬식
- 초교환
- 홀슈타인-헤링 방법
- 스핀 교환
- 다극 교환 상호작용
- 비대칭 교환

## 내용주
1. ↑  총 스핀 {\displaystyle S}와 혼동하지 말 것.

## 추가 문헌
- Cox, Paul Anthony (1992). 《Transition Metal Oxides: An Introduction to their Electronic Structure and Properties》. International Series of Monographs on Chemistry 27. Oxford: Clarendon Press. 148–153쪽. ISBN 978-0-19-855570-4.
- Koch, Erik (2012). 〈Exchange Mechanisms〉 (PDF).   Pavarini, Eva; Koch, Erik; Anders, Frithjof; Jarrell, Mark. 《Correlated Electrons: From Models to Materials》 (PDF). Schriften des Forschungszentrums Jülich. Reihe Modeling and Simulation. Jülich: Forschungszentrum Jülich GmbH. ISBN 978-3-89336-796-2.
- Mattis, Daniel C. (1981). 〈Exchange〉. 《The Theory of Magnetism I: Statics and Dynamics》. Springer Series in Solid-State Sciences (영어) 17. 39–66쪽. doi:10.1007/978-3-642-83238-3. ISBN 978-3-540-18425-6. ISSN 0171-1873.
- Skomski, Ralph (2020). 〈Magnetic Exchange Interactions〉.   Coey, Michael; Parkin, Stuart. 《Handbook of Magnetism and Magnetic Materials》 (영어). Cham: Springer International Publishing. 1–50쪽. doi:10.1007/978-3-030-63101-7_2-1. ISBN 978-3-030-63101-7. 2024년 2월 18일에 확인함.
- Yosida, Kei (1998). 《Theory of Magnetism》. Springer Series in Solid-State Sciences 2판. Berlin Heidelberg: Springer. 49–64쪽. ISBN 978-3-540-60651-2.